# Euselasia crinina
Euselasia crinina är en fjärilsart som beskrevs av Hans Ferdinand Emil Julius Stichel 1925. Euselasia crinina ingår i släktet Euselasia och familjen Riodinidae. Inga underarter finns listade i Catalogue of Life.